# 続・麺通団のUDON RADIO うどラヂ!
『続・麺通団のUDON RADIO うどラヂ!』（ぞく・めんつうだんのうどラヂ！）は、2006年10月7日からエフエム香川（FM香川）で毎週土曜日の18:15 - 18:30に放送されているトーク番組。本項目では、その前身番組である『麺通団のUDON RADIO うどラヂ!』についても説明する。

## 概要
『麺通団のUDON RADIO うどラヂ!』は、映画『UDON』の関連番組として、映画の公開に先駆けてスタートした。映画の公開と同時に一旦最終回を迎えたが、JFNCの番組を挟んで後継番組として、ほぼ同一の内容で『続・麺通団のUDON RADIO うどラヂ!』が同年10月6日より放送開始された。当初は半年の予定だったが延長された。
田尾は「そこまで言うなら、5分だけ」以来のエフエム香川でのレギュラー番組である。

## ポッドキャスト
- 配信日：翌週金曜日更新

## テーマ曲
エンディング
- 「I ♥ UDON」（歌：Z3）